# Енбаев, Ариф Мухаметзянович
Ариф Мухамеджанович Енбаев (тат. Ариф Мөхәммәтҗан улы Енбаев, 1892, Рязанская губерния, Российская империя — 27 ноября 1937, Сандармох, Карельская АССР, РСФСР, СССР) — политический деятель, заместитель наркома земледелия Татарской АССР. Член партии левых эсеров (сентябрь 1917 — октябрь 1918) и РКП(б) (1919-1929).

## Биография
Родился в 1892 году в селе Кульчуково Касимовского уезда Рязанской губернии (ныне Касимовский район Рязанской области) в семье крестьян. Из-за тяжелого положения отец был вынужден переехать в Санкт-Петербург, где работал официантом, из-за чего Ариф обучался на дому. В 1912 году окончил среднее техническое училище в Касимове. Поступил на механический факультет Харьковского технологического института, но из-за материальных затруднений бросил учёбу на 3-м курсе. 
Начал работать в организации «Водотоп», занимавшейся перевозкой минерального топлива по воде. Позже ушёл на службу в армию в 1917 году, там же присоединился к левым эсерам. В августе 1918 года был назначен заведующим культурно-просветительным отделом Центральной мусульманской коллегии.
Был участником Совещания по образованию Татаро-Башкирской Советской Социалистической Республики. С 1918 по 1919 года был членом Центрального мусульманского военного комиссариата, а позже представителем ТАССР при Наркомате по делам национальностей РСФСР как заместитель наркома земледелия ТАССР. 
В 1923 году наряду с другими политическими деятелями Татарской АССР принимал участие в работе Четвёртого совещания ЦК РКП(б), выступая против незаконной репрессии в отношении Мирсаида Султан-Галиева.
В 1929 году был приговорён к смертной казни, но приговор был заменён на 10 лет ссылки в лагеря. Отбывал наказание в Соловках, где работал заведующим механического завода.
В 1937 году был приговорён к расстрелу.
Реабилитирован посмертно.